# Myriam Soumaré
Myriam Soumaré, född den 29 oktober 1986 i Paris med föräldrar från Mauretanien, är en fransk friidrottare som tävlar i kortdistanslöpning.
Hennes genombrott kom vid EM 2010 i Barcelona där hon vann guld på 200 meter, silver i stafetten över 4 x 100 meter och brons på 100 meter.

## Personliga rekord
- 100 meter 11,18 från 2010
- 200 meter 22,32 från 2010